# Charles Fane (2e vicomte Fane)
Charles Fane, 2e vicomte Fane (v. 1708 - v. 24 janvier 1766) est un propriétaire terrien en Irlande et en Angleterre, un député whig et un résident britannique à Florence.

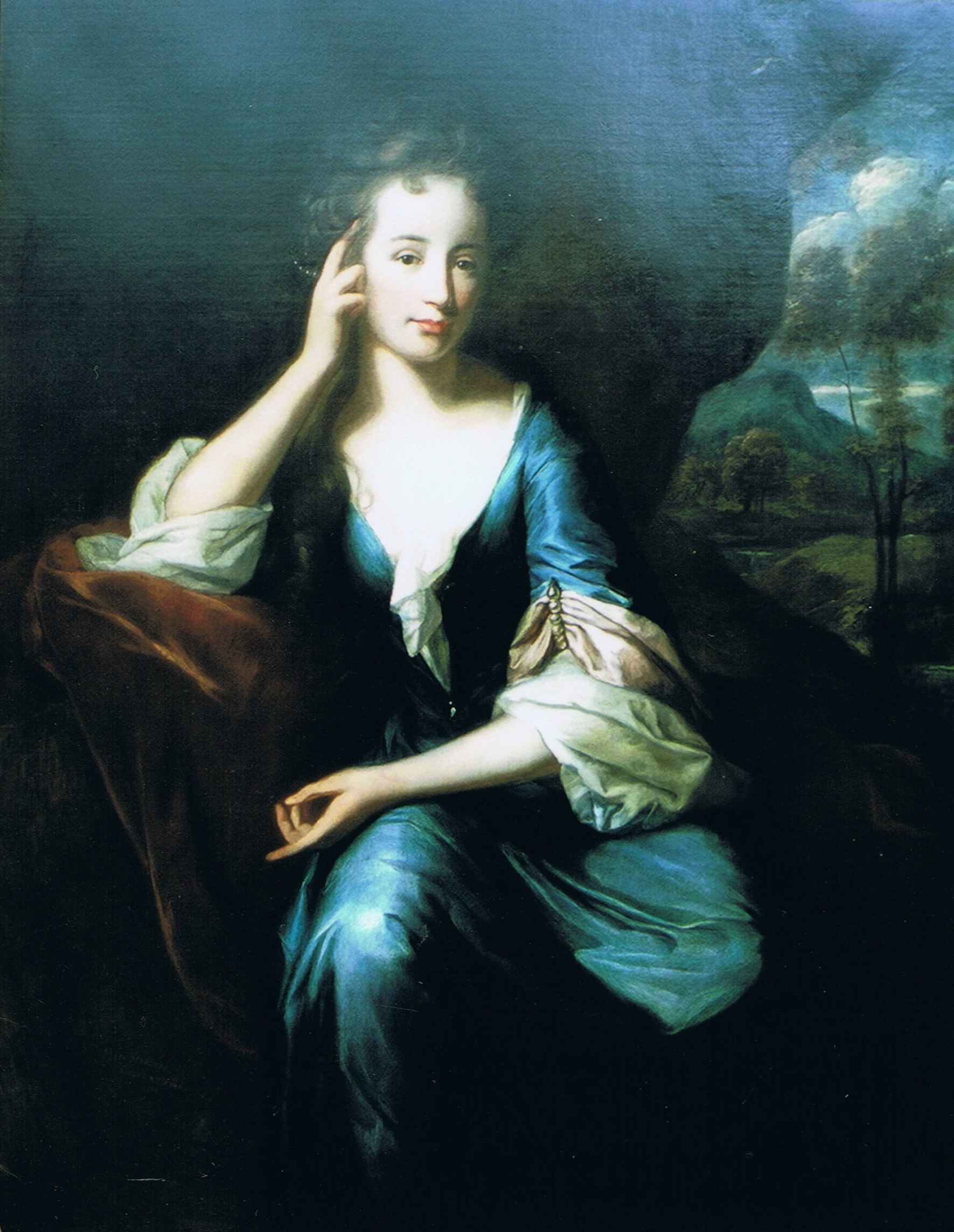
La mère de Fane, Mary Stanhope en 1702, par Godfried Schalcken. La version principale de ce portrait est à Chevening

## Biographie
Il est le fils aîné de Charles Fane (1er vicomte Fane) de son épouse Mary (1686-1762), fille d'Alexander Stanhope, et sœur du soldat-homme d'État James Stanhope (1673-1721). Il fait ses études au Collège d'Eton vers 1718-1725, et à Genève, qui est une étape de son Grand Tour en 1726-1729. Il aurait quitté Venise le 20 janvier 1730 (Ingamells et Ford).

## Carrière politique
Ami et disciple de John Russell (4e duc de Bedford) (1710-1771), il est député de l'opposition Whig pour Tavistock de 1734 à 1747 et député de Reading dans le Berkshire de 1754 à 1761.
Il interrompt ses fonctions de député de Tavistock lorsqu'il est nommé ministre plénipotentiaire (résident britannique) dans le Grand-duché de Toscane en mars 1734, avec un salaire annuel de 1 300 livres. Sa mission coïncide avec les derniers mois de Jean-Gaston de Médicis, le dernier grand-duc de la Maison de Médicis. Il est à Florence en personne du 3 octobre 1734 au printemps 1738, quand Horace Walpole nomme Horace Mann, son adjoint, pour le remplacer comme chargé d'affaires.
Il rejoint le White's Young Club (un sous-ensemble de l'original) en 1743, année de sa fondation. En 1744, il hérite de son père des domaines situés près de Tandragee, dans le comté d'Armagh; près de Lough Gur dans le comté de Limerick; à Basildon House dans le Berkshire; et près de Tiverton dans le Devon. Les domaines irlandais proviennent d'Henry Bourchier (5e comte de Bath) (en), oncle par alliance, tandis que les domaines du Devonshire sont issus de la famille de Southcote, sa grand-mère maternelle.
Au 18 avril 1754, après un scrutin extrêmement coûteux, Fane bat John Dodd, par 296 voix contre 295. Dodd demande l'annulation de l'élection de Fane. Bedford et William Pitt l'Ancien organisent la défense de Fane. Le peintre William Hogarth représente l'élection de 1754 dans sa série Les humeurs d'une élection de 1755.

## Mariage
Le 7 juin 1749, il épouse au quai Saint-Benet Paul, Susanna, Lady Juxon (1706-10 avril 1792). Elle est la plus jeune fille de John Marriott, greffier de la Court of Chancery, de Stuston Hall, près de Diss dans le Suffolk, et de Sonning dans le Berkshire.
En 1726, elle a épousé William Juxon, 2e baronnet (dsp1739 / 40) de Little Compton à Gloucestershire (aujourd'hui Warwickshire), héritier et petit neveu de l'archevêque Juxon. En tant que veuve, elle habite à Little Compton et chez Fane, rue Curzon.
Parfois désigné sous le nom de Charles Lord vicomte Fane, il meurt sans descendance et est inhumé à Lower Basildon, Berkshire, le 31 janvier 1766. Ses domaines, après avoir été repris par sa veuve, sont divisés entre ses sœurs survivantes, Mary, épouse de Jérôme de Salis, et Dorothy, épouse de John Montagu (4e comte de Sandwich).
Le manoir et le domaine de Basildon sont vendus au Nabab Francis Sykes, 1er baronnet, et la grande maison est remplacée par une villa de bijoux palladienne, Basildon Park. La célèbre grotte de sa mère au bas de la colline de la New House, située du côté de la Tamise, a rapidement disparu, mais la maison est toujours debout. Les terres d'Armagh et de Limerick ont été conservées. Ils ont finalement été divisées en 1806.